# Tout est pardonné
Tout est pardonné ist ein französisches Filmdrama von Mia Hansen-Løve aus dem Jahr 2007.

## Handlung
1) Vienne, 1995: Victor und Annettes Tochter Pamela feiert ihren sechsten Geburtstag. Die Familie lebt in Wien, das Kind wächst zweisprachig deutsch-französisch auf. Annette ist berufstätig, während Victor, der aus Paris stammt, seine Zeit mit dem Schreiben von Gedichten verbringt. Früher hat er Manuskripte redigiert, doch wurde die Arbeit für ihn zu langweilig. Immer wieder betrinkt er sich und besorgt sich heimlich Drogen im Stadtpark.
2) Retour à Paris: Die Familie zieht nach Paris zurück, wo auch Victors Schwester Martine lebt. Victor ist nicht produktiver, schreibt früh ein bisschen, nur um sich abends den Drogen hinzugeben. Sein Dealer Zoltan wohnt gleich um die Ecke und wenn er nicht da ist, erhält er sein Heroin von Gisèle, die bei Zoltan lebt. Annette zerbricht an Victors Verhalten. Als sie eines Abends von einem Treffen mit Freunden erst spät nach Hause kommt, wartet er betrunken auf sie und schlägt sie. Sie kündigt daraufhin an, die Weihnachtstage mit Pamela bei ihrer Familie in Wien zu verbringen. Victor begibt sich in dieser Zeit zu Zoltan und nimmt an einer Party mit Alkohol und Drogen teil. Zwar kehren Annette und Pamela zu Victor zurück, doch verlässt er die Familie einen Monat später, da er in seinem Zustand kein Umgang für beide ist. Victor kommt bei Zoltan und Gisèle unter und beginnt eine Affäre mit Gisèle, die jedoch bald darauf an einer Überdosis stirbt. Victor begibt sich in eine Entzugsklinik, wo Annette ihn aufsucht. Sie kann ihm nicht verzeihen und erklärt ihm, ihn nie wiedersehen zu wollen. Sie wird mit Pamela nach Caracas ziehen.
3) Pamela: Zwölf Jahre später lebt Annette mit ihrem neuen Mann André zusammen, der Pamela ein guter Stiefvater ist. Pamela hat einen Stiefbruder und einen Halbbruder; die Familie lebt wieder in Paris. André teilt Pamela eines Tages mit, dass Victors Schwester Martine angerufen habe. Zwar lehnt Annette jeglichen Kontakt zur Familie ihres Exmannes ab, doch möchte André diese Entscheidung auch seiner inzwischen 17-jährigen Tochter überlassen. Pamela trifft sich heimlich mit Martine und erfährt so, dass ihr Vater nicht wie von der Mutter behauptet in China lebt, sondern Paris nie verlassen hat. Vergeblich hatte Martine versucht, die Spur der ständig umziehenden Annette zu verfolgen; frühere Kontaktversuche auch zu Pamela hatte Annette abgeblockt. Pamela entschließt sich, sich mit Victor zu treffen, findet aber erst beim zweiten Mal und in Begleitung einer Freundin den Mut dazu. Das erste Treffen vergeht mit wenig Reden und einem Spaziergang durch Paris. Später treffen sich beide in einem Restaurant, wo Victor seine Seite der Geschichte erzählt. Pamela schaut sich seine Wohnung an, wo sie auch ein Foto von sich als Kind sieht. Beide versprechen, in Kontakt zu bleiben, während Pamela die Ferien auf dem Land verbringt. Sie schicken sich regelmäßig Briefe und Victor berichtet, dass ihr Wiedersehen ihm neuen Antrieb gegeben hat und er wieder schreibt und kreativ wird, ja sogar Musik hört. Noch während des Urlaubs erhält die Familie jedoch einen Anruf, dass Victor plötzlich verstorben sei. An der Beerdigung nehmen Pamela und auch Annette teil. Nach der Beisetzung zeigt Pamela ihrer Freundin den Brief, der bei dem Toten gefunden wurde und der bereits an sie adressiert war. Er enthält Gedichte, eigene und fremde, und Pamela liest eines vor und übersetzt es aus dem Deutschen.

## Produktion
Tout est pardonné war das Langfilmregiedebüt von Mia Hansen-Løve, die zuvor bereits beim Kurzfilm Après mûre réflexion Regie geführt hatte. Der Film ist in drei Kapitel unterteilt: Vienne, 1995 (dt.: Wien, 1995), Retour à Paris (Rückkehr nach Paris) und Pamela. Tout est pardonné wurde ab Mai 2006 in Paris und Wien gedreht. Drehorte waren unter anderem das Musée d’Orsay und der Friedhof Père-Lachaise. Die Urlaubsszenen entstanden im Département Corrèze. Die Kostüme schufen Sophie Lifshitz und Eléonore O’Byrne, die Filmbauten stammen von Thierry Poulet und Sophie Reynaud.
Hansen-Løve besetzte die männliche Hauptrolle mit Paul Blain, dem Sohn des Regisseurs und Schauspielers Gérard Blain, der zuvor nur unregelmäßig als Schauspieler tätig gewesen war. Kennengelernt hatte sie ihn bei einer Retrospektive zu Werken seines Vaters. Die Darstellerin der Pamela als Jugendliche, Constance Rousseau, wurde per Straßencasting gefunden. Victoire Rousseau, die Pamela als Kind spielte, ist ihre jüngere Schwester. Auch Constances Schwester Eleonore ist in einer kleinen Rolle zu sehen: Sie spielt das Mädchen Alix, das am Ende des Films zu sehen ist. Für alle drei war es das Filmdebüt. Auch Olivia Ross, Darstellerin der Gisèle, war in Tout est pardonné erstmals vor der Kamera zu sehen.
Der Film ist Humbert Balsan gewidmet, der den Film ursprünglich produzieren wollte, jedoch während der Vorarbeit am Film im Februar 2005 verstarb. Beim Gedicht, das Pamela am Ende aus Victors Brief vorliest, handelt es sich um die letzte Strophe von Joseph von Eichendorffs Zwielicht.
Der Film erlebte am 19. Mai 2007 im Rahmen der Quinzaine des réalisateurs der Internationalen Filmfestspiele von Cannes seine Premiere und lief am 26. September 2007 in den französischen Kinos an. Kinostart in Österreich war am 21. August 2009.

## Auszeichnungen
Auf den Internationalen Filmfestspielen von Cannes lief der Film 2007 im Wettbewerb um die Goldene Kamera. Zudem wurde Mia Hansen-Løve für den CICAE Art Cinema Award nominiert.
Im Jahr 2007 wurde Hansen-Løve mit dem Louis-Delluc-Preis für das beste Erstlingswerk ausgezeichnet. Auf dem Festival Internacional de Cine de Gijón gewann Marie-Christine Friedrich für Tout est pardonné 2007 den Preis als Beste Darstellerin; Hansen-Løve wurde für den besten Spielfilm für den Grand Prix Asturias nominiert. Auf dem Chicago International Film Festival wurde Hansen-Løve in der Kategorie der Nachwuchsregisseure für einen Gold Hugo nominiert. Im Jahr 2008 folgte eine César-Nominierung in der Kategorie Bestes Erstlingswerk.